# Мантра-Йога
Мантра-Йога — один із видів йоги, де базовою практикою є відтворення особливих звуків (складів, слів, речень — мантр) одним або кількома практиками, найчастіше вголос, з виконанням певних вимог.
Людина може виконувати М.-Й. в різних умовах, тому цей вид йоги є наразі найдоступнішим, найпростішим і найскладнішим та одним із найстаріших. Майже усі релігії сходу планети використовують цей вид практики, навіть не виділяючи її як окрему, винятком є кундаліні-йога, у котрій чітко виділена М.-Й..
На більш вищих стадіях практики М.-Й. звуки можливо промовляти пошепки та «про себе», однак тут потрібно виконувати особливі умови, про які знає лише той хто осягнув цю практику і наділений правом здійснювати усну передачу.